# Polgármester-választások Garbolcon
1990 és 2019 között nyolc polgármester-választást tartottak Garbolcon.
A nyolc választás során két polgármester nyerte el a választók többségének bizalmát. 2006 óta Nagy Roland a Szabolcs-Szatmár-Bereg megyei község első embere.
A választásokon egy vagy két jelölt állt rajtvonalhoz és általában a hivatalban lévő vezető is megmérettette magát. A részvételi hajlandóság jellemzően 80% fölött volt.

## Háttér
A másfélszáz lelkes község Szabolcs-Szatmár-Bereg megye keleti csücskében, a szatmári megyerészben található. A település különlegessége, hogy területe két államal is határos, északkeleten Ukrajnával, délkeleten Romániával. 
A XX. század során többször is változott a megyei és járási hovatartozása. A század elején Szatmár vármegyéhez, majd sok változás után, 1950-től az egyesített Szabolcs-Szatmárhoz tartozott, ezen belül pedig mindig a Fehérgyarmat központú körzetbe sorolódott. 2013 óta a Fehérgyarmati járás része.

### Alapadatok
| Év   | Jelöltek | Részvétel |
| ---- | -------- | --------- |
| 1994 | 2        | 81%       |
| 1998 | 1        | 88%       |
| 2002 | 1        | 93%       |
| 2006 | 2        | 93%       |
| 2010 | 2        | 79%       |
| 2014 | 1        | 80%       |
| 2019 | 1        | 75%       |

Az önkormányzati választásokon jellemzően igen magas volt a részvétel hajlandóság. A legalacsonyabb a választói kedv 2019-ben (75%), a legmagasabb 2002-ben és 2006-ban volt (93%). Vagy csak egy, vagy két jelölt indult a választásokon, a hivatalban lévő vezető pedig egy eset kivételével mindig megmérettette magát. (Az 1990-es választásokról nem állnak rendelkezésre részletes adatok.)
A település lakóinak a száma 140 és 160 körül mozgott a rendszerváltás óta, hol csökkenést, hol emelkedés mutatva. A község lélekszámából fakadóan a képviselő-testület létszáma előbb 3, majd 5 fős volt, a 2010-es önkormányzati reformot követően pedig 4 fős lett. A választójogosultak száma az ezredforduló környékén volt száz alatt is, a legutóbbi választásokon viszont a száztízet is meghaladta.
Időközi polgármester-választásra az ezredforduló óta nem került sor.
| 1990 | szept.30. | 163 | (nincs adat) | (nincs adat) | (nincs adat) | (nincs adat) |
| 1994 | dec.11.   | 147 | −16          | 115          | 93           | 80,9%        |
| 1998 | okt.18.   | 145 | −2           | 98           | 86           | 87,8%        |
| 2002 | okt.20.   | 137 | −8           | 96           | 89           | 92,7%        |
| 2006 | okt.1.    | 142 | 5            | 101          | 94           | 93,1%        |
| 2010 | okt.3.    | 150 | 8            | 105          | 83           | 79,0%        |
| 2014 | okt.12.   | 159 | 9            | 116          | 93           | 80,2%        |
| 2019 | okt.13.   | 147 | −12          | 118          | 88           | 74,6%        |

## Választások
| \| 1990 \| |                                         |          |                 |
| Jelölt     | Jelölt                                  | Szavazat | Szavazat        |
|            | Nagy Elemér –                           | n.a.     | n.a.            |
|            | {{{jelölt2}}} –                         |          | {{{százalék2}}} |
|            | {{{jelölt3}}} –                         |          | {{{százalék3}}} |
|            | {{{jelölt4}}} –                         |          | {{{százalék4}}} |
|            | {{{jelölt5}}} –                         |          | {{{százalék5}}} |
|            | {{{jelölt6}}} –                         |          | {{{százalék6}}} |
|            | {{{jelölt7}}} –                         |          | {{{százalék7}}} |
|            | {{{jelölt8}}} –                         |          | {{{százalék8}}} |
|            | {{{jelölt9}}} –                         |          | {{{százalék9}}} |
|            | további jelöltekről nincs elérhető adat |          |                 |
|            |                                         |          |                 |
| 1990       |                                         |          |                 |

| \| 1994 \| \| Részvétel: 81% \| |                  |                |                 |
| Jelölt                          | Jelölt           | Szavazat       | Szavazat        |
|                                 | Nagy Elemér –    | 78             | 84,8%           |
|                                 | Csohán Lajosné – | 14             | 15,2%           |
|                                 | {{{jelölt3}}} –  |                | {{{százalék3}}} |
|                                 | {{{jelölt4}}} –  |                | {{{százalék4}}} |
|                                 | {{{jelölt5}}} –  |                | {{{százalék5}}} |
|                                 | {{{jelölt6}}} –  |                | {{{százalék6}}} |
|                                 | {{{jelölt7}}} –  |                | {{{százalék7}}} |
|                                 | {{{jelölt8}}} –  |                | {{{százalék8}}} |
|                                 | {{{jelölt9}}} –  |                | {{{százalék9}}} |
|                                 |                  |                |                 |
|                                 |                  |                |                 |
| 1994                            |                  | Részvétel: 81% |                 |

| \| 1998 \| \| Részvétel: 88% \| |                 |                |                 |
| Jelölt                          | Jelölt          | Szavazat       | Szavazat        |
|                                 | Nagy Elemér –   | 83             | 100%            |
|                                 | {{{jelölt2}}} – |                | {{{százalék2}}} |
|                                 | {{{jelölt3}}} – |                | {{{százalék3}}} |
|                                 | {{{jelölt4}}} – |                | {{{százalék4}}} |
|                                 | {{{jelölt5}}} – |                | {{{százalék5}}} |
|                                 | {{{jelölt6}}} – |                | {{{százalék6}}} |
|                                 | {{{jelölt7}}} – |                | {{{százalék7}}} |
|                                 | {{{jelölt8}}} – |                | {{{százalék8}}} |
|                                 | {{{jelölt9}}} – |                | {{{százalék9}}} |
|                                 |                 |                |                 |
|                                 |                 |                |                 |
| 1998                            |                 | Részvétel: 88% |                 |

| \| 2002 \| \| Részvétel: 93% \| |                 |                |                 |
| Jelölt                          | Jelölt          | Szavazat       | Szavazat        |
|                                 | Nagy Elemér –   | 86             | 100%            |
|                                 | {{{jelölt2}}} – |                | {{{százalék2}}} |
|                                 | {{{jelölt3}}} – |                | {{{százalék3}}} |
|                                 | {{{jelölt4}}} – |                | {{{százalék4}}} |
|                                 | {{{jelölt5}}} – |                | {{{százalék5}}} |
|                                 | {{{jelölt6}}} – |                | {{{százalék6}}} |
|                                 | {{{jelölt7}}} – |                | {{{százalék7}}} |
|                                 | {{{jelölt8}}} – |                | {{{százalék8}}} |
|                                 | {{{jelölt9}}} – |                | {{{százalék9}}} |
|                                 |                 |                |                 |
|                                 |                 |                |                 |
| 2002                            |                 | Részvétel: 93% |                 |

| \| 2006 \| \| Részvétel: 93% \| |                  |                |                 |
| Jelölt                          | Jelölt           | Szavazat       | Szavazat        |
|                                 | Nagy Roland –    | 81             | 87,1%           |
|                                 | Csohán Lajosné – | 12             | 12,9%           |
|                                 | {{{jelölt3}}} –  |                | {{{százalék3}}} |
|                                 | {{{jelölt4}}} –  |                | {{{százalék4}}} |
|                                 | {{{jelölt5}}} –  |                | {{{százalék5}}} |
|                                 | {{{jelölt6}}} –  |                | {{{százalék6}}} |
|                                 | {{{jelölt7}}} –  |                | {{{százalék7}}} |
|                                 | {{{jelölt8}}} –  |                | {{{százalék8}}} |
|                                 | {{{jelölt9}}} –  |                | {{{százalék9}}} |
|                                 |                  |                |                 |
|                                 |                  |                |                 |
| 2006                            |                  | Részvétel: 93% |                 |

| \| 2010 \| \| Részvétel: 79% \| |                         |                |                 |
| Jelölt                          | Jelölt                  | Szavazat       | Szavazat        |
|                                 | Nagy Roland Fidesz-KDNP | 78             | 94,0%           |
|                                 | Csohán Lajosné –        | 5              | 6,0%            |
|                                 | {{{jelölt3}}} –         |                | {{{százalék3}}} |
|                                 | {{{jelölt4}}} –         |                | {{{százalék4}}} |
|                                 | {{{jelölt5}}} –         |                | {{{százalék5}}} |
|                                 | {{{jelölt6}}} –         |                | {{{százalék6}}} |
|                                 | {{{jelölt7}}} –         |                | {{{százalék7}}} |
|                                 | {{{jelölt8}}} –         |                | {{{százalék8}}} |
|                                 | {{{jelölt9}}} –         |                | {{{százalék9}}} |
|                                 |                         |                |                 |
|                                 |                         |                |                 |
| 2010                            |                         | Részvétel: 79% |                 |

| \| 2014 \| \| Részvétel: 80% \| |                         |                |                 |
| Jelölt                          | Jelölt                  | Szavazat       | Szavazat        |
|                                 | Nagy Roland Fidesz-KDNP | 92             | 100%            |
|                                 | {{{jelölt2}}} –         |                | {{{százalék2}}} |
|                                 | {{{jelölt3}}} –         |                | {{{százalék3}}} |
|                                 | {{{jelölt4}}} –         |                | {{{százalék4}}} |
|                                 | {{{jelölt5}}} –         |                | {{{százalék5}}} |
|                                 | {{{jelölt6}}} –         |                | {{{százalék6}}} |
|                                 | {{{jelölt7}}} –         |                | {{{százalék7}}} |
|                                 | {{{jelölt8}}} –         |                | {{{százalék8}}} |
|                                 | {{{jelölt9}}} –         |                | {{{százalék9}}} |
|                                 |                         |                |                 |
|                                 |                         |                |                 |
| 2014                            |                         | Részvétel: 80% |                 |

| \| 2019 \| \| Részvétel: 75% \| |                         |                |                 |
| Jelölt                          | Jelölt                  | Szavazat       | Szavazat        |
|                                 | Nagy Roland Fidesz-KDNP | 80             | 100%            |
|                                 | {{{jelölt2}}} –         |                | {{{százalék2}}} |
|                                 | {{{jelölt3}}} –         |                | {{{százalék3}}} |
|                                 | {{{jelölt4}}} –         |                | {{{százalék4}}} |
|                                 | {{{jelölt5}}} –         |                | {{{százalék5}}} |
|                                 | {{{jelölt6}}} –         |                | {{{százalék6}}} |
|                                 | {{{jelölt7}}} –         |                | {{{százalék7}}} |
|                                 | {{{jelölt8}}} –         |                | {{{százalék8}}} |
|                                 | {{{jelölt9}}} –         |                | {{{százalék9}}} |
|                                 |                         |                |                 |
|                                 |                         |                |                 |
| 2019                            |                         | Részvétel: 75% |                 |

| \| 2024 \| \| Részvétel: 74.59% \| |                         |                   |                 |
| Jelölt                             | Jelölt                  | Szavazat          | Szavazat        |
|                                    | Nagy roland Fidesz-KDNP | 89                | 100%            |
|                                    | {{{jelölt2}}} –         |                   | {{{százalék2}}} |
|                                    | {{{jelölt3}}} –         |                   | {{{százalék3}}} |
|                                    | {{{jelölt4}}} –         |                   | {{{százalék4}}} |
|                                    | {{{jelölt5}}} –         |                   | {{{százalék5}}} |
|                                    | {{{jelölt6}}} –         |                   | {{{százalék6}}} |
|                                    | {{{jelölt7}}} –         |                   | {{{százalék7}}} |
|                                    | {{{jelölt8}}} –         |                   | {{{százalék8}}} |
|                                    | {{{jelölt9}}} –         |                   | {{{százalék9}}} |
|                                    |                         |                   |                 |
|                                    |                         |                   |                 |
| 2024                               |                         | Részvétel: 74.59% |                 |

| Áttekintő táblázat | Áttekintő táblázat         | Áttekintő táblázat         | Áttekintő táblázat         | Áttekintő táblázat | Áttekintő táblázat | Áttekintő táblázat | Áttekintő táblázat |
| Év                 | Megválasztott polgármester | Megválasztott polgármester | Megválasztott polgármester | Szavazat           | Szavazat           | Előny a 2. előtt   | Előny a 2. előtt   |
| Év                 | név                        | szervezet                  | szervezet                  | db                 | érv.%              | db                 | %                  |
| ------------------ | -------------------------- | -------------------------- | -------------------------- | ------------------ | ------------------ | ------------------ | ------------------ |
| 1990               | Nagy Elemér                |                            | –                          | (nincs adat)       | (nincs adat)       | (nincs adat)       | (nincs adat)       |
| 1994               | Nagy Elemér                |                            | –                          | 78                 | 84,8%              | +64                | +70%               |
| 1998               | Nagy Elemér                |                            | –                          | 83                 | 100,0%             | –                  | –                  |
| 2002               | Nagy Elemér                |                            | –                          | 86                 | 100,0%             | –                  | –                  |
| 2006               | Nagy Roland                |                            | –                          | 81                 | 87,1%              | +69                | +74%               |
| 2010               | Nagy Roland                |                            | Fidesz-KDNP                | 78                 | 94,0%              | +73                | +88%               |
| 2014               | Nagy Roland                |                            | Fidesz-KDNP                | 92                 | 100,0%             | –                  | –                  |
| 2019               | Nagy Roland                |                            | Fidesz-KDNP                | 80                 | 100,0%             | –                  | –                  |

| 1990 | n.a. | ? | (nincs adat) | (nincs adat) | (nincs adat) |
| 1994 | 2    | ✓ | 81%          | 92           | 1,1%         |
| 1998 | 1    | ✓ | 88%          | 83           | 3,5%         |
| 2002 | 1    | ✓ | 93%          | 86           | 3,4%         |
| 2006 | 2    | ✗ | 93%          | 93           | 1,1%         |
| 2010 | 2    | ✓ | 79%          | 83           | 0,0%         |
| 2014 | 1    | ✓ | 80%          | 92           | 1,1%         |
| 2019 | 1    | ✓ | 75%          | 80           | 9,1%         |

| Összehasonlító tábla (1994 óta) | Összehasonlító tábla (1994 óta) | Összehasonlító tábla (1994 óta) | Összehasonlító tábla (1994 óta) | Összehasonlító tábla (1994 óta) | Összehasonlító tábla (1994 óta) | Összehasonlító tábla (1994 óta) | Összehasonlító tábla (1994 óta) | Összehasonlító tábla (1994 óta) |
| Év                              | Polgármester-jelölt             | Polgármester-jelölt             | Polgármester-jelölt             | #.                              | Szavazat                        | Szavazat                        | Szavazat                        | Szavazat                        |
| Év                              | név                             | szervezet                       | szervezet                       | #.                              | db                              | jogosultak arányában            | szavazók arányában              | érvényes szavazatok arányában   |
| ------------------------------- | ------------------------------- | ------------------------------- | ------------------------------- | ------------------------------- | ------------------------------- | ------------------------------- | ------------------------------- | ------------------------------- |
| 1994                            | Nagy Elemér                     |                                 | –                               | 1.                              | 78                              | 67,8%                           | 83,9%                           | 84,8%                           |
| 1994                            | Csohán Lajosné                  |                                 | –                               | 2.                              | 14                              | 12,2%                           | 15,1%                           | 15,2%                           |
| 1998                            | Nagy Elemér                     |                                 | –                               | 1.                              | 83                              | 84,7%                           | 96,5%                           | 100,0%                          |
| 2002                            | Nagy Elemér                     |                                 | –                               | 1.                              | 86                              | 89,6%                           | 96,6%                           | 100,0%                          |
| 2006                            | Nagy Roland                     |                                 | –                               | 1.                              | 81                              | 80,2%                           | 86,2%                           | 87,1%                           |
| 2006                            | Csohán Lajosné                  |                                 | –                               | 2.                              | 12                              | 11,9%                           | 12,8%                           | 12,9%                           |
| 2010                            | Nagy Roland                     |                                 | Fidesz-KDNP                     | 1.                              | 78                              | 74,3%                           | 94,0%                           | 94,0%                           |
| 2010                            | Csohán Lajosné                  |                                 | –                               | 2.                              | 5                               | 4,8%                            | 6,0%                            | 6,0%                            |
| 2014                            | Nagy Roland                     |                                 | Fidesz-KDNP                     | 1.                              | 92                              | 79,3%                           | 98,9%                           | 100,0%                          |
| 2019                            | Nagy Roland                     |                                 | Fidesz-KDNP                     | 1.                              | 80                              | 67,8%                           | 90,9%                           | 100,0%                          |

## Polgármesterek
| 1990-'94    | 1994-'98    | 1998-'02    | 2002-'06    | 2006-'10    | 2010-'14    | 2014-'19    | 2019-       |
| ----------- | ----------- | ----------- | ----------- | ----------- | ----------- | ----------- | ----------- |
| Nagy Elemér | Nagy Elemér | Nagy Elemér | Nagy Elemér | Nagy Roland | Nagy Roland | Nagy Roland | Nagy Roland |
|             |             |             |             |             |             |             |             |
| –           | –           | –           | –           | –           | Fidesz-KDNP | Fidesz-KDNP | Fidesz-KDNP |
|             |             |             |             |             |             |             |             |